# Polykarp Kusch
Polykarp Kusch, nemško-ameriški fizik, * 26. januar 1911, Blankenburg, Nemčija, † 20. marec 1993, Dallas, Teksas, ZDA.
Kusch je leta 1955 prejel Nobelovo nagrado za fiziko »za točno določitev magnetnega momenta elektrona.«